# Gran Premio de Cataluña de Motociclismo de 1999
El Gran Premio de Cataluña de Motociclismo de 1999 fue la sexta prueba del Campeonato del Mundo de Motociclismo de 1999. Tuvo lugar en el fin de semana del 18 al 20 de junio de 1999 en el Circuito de Barcelona-Cataluña, situado en Montmeló, España. La carrera de 500cc fue ganada por Àlex Crivillé, seguido de Tadayuki Okada y Sete Gibernau. Valentino Rossi ganó la prueba de 250cc, por delante de Tohru Ukawa y Franco Battaini. La carrera de 125cc fue ganada por Arnaud Vincent, Emilio Alzamora fue segundo y Marco Melandri tercero.

## Resultados 500cc
| Pos.    | N.º | Piloto              | Constructor | Vueltas | Tiempo    | Parrilla | Pts. |
| ------- | --- | ------------------- | ----------- | ------- | --------- | -------- | ---- |
| 1       | 3   | Àlex Crivillé       | Honda       | 25      | 44:55.701 | 4        | 25   |
| 2       | 8   | Tadayuki Okada      | Honda       | 25      | +0.061    | 8        | 20   |
| 3       | 15  | Sete Gibernau       | Honda       | 25      | +4.467    | 3        | 16   |
| 4       | 31  | Tetsuya Harada      | Aprilia     | 25      | +20.216   | 12       | 13   |
| 5       | 14  | Juan Bautista Borja | Honda       | 25      | +21.087   | 17       | 11   |
| 6       | 10  | Kenny Roberts, Jr.  | Suzuki      | 25      | +22.006   | 7        | 10   |
| 7       | 4   | Carlos Checa        | Yamaha      | 25      | +23.637   | 11       | 9    |
| 8       | 17  | Jurgen vd Goorbergh | MuZ Weber   | 25      | +23.711   | 1        | 8    |
| 9       | 19  | John Kocinski       | Honda       | 25      | +23.899   | 10       | 7    |
| 10      | 26  | Haruchika Aoki      | TSR-Honda   | 25      | +29.845   | 15       | 6    |
| 11      | 9   | Nobuatsu Aoki       | Suzuki      | 25      | +37.387   | 16       | 5    |
| 12      | 25  | José Luis Cardoso   | TSR-Honda   | 25      | +1:08.539 | 18       | 4    |
| 13      | 18  | Markus Ober         | Honda       | 25      | +1:08.712 | 21       | 3    |
| 14      | 22  | Sébastien Gimbert   | Honda       | 25      | +1:08.840 | 19       | 2    |
| Ret     | 12  | Jean-Michel Bayle   | Modenas KR3 | 24      | Caída     | 5        |      |
| Ret     | 55  | Régis Laconi        | Yamaha      | 21      | Caída     | 12       |      |
| Ret     | 6   | Norifumi Abe        | Yamaha      | 17      | Caída     | 6        |      |
| Ret     | 2   | Max Biaggi          | Yamaha      | 11      | Caída     | 2        |      |
| Ret     | 5   | Alex Barros         | Honda       | 8       | Caída     | 9        |      |
| Ret     | 21  | Michael Rutter      | Honda       | 8       | Retirado  | 22       |      |
| Ret     | 69  | James Whitham       | Modenas KR3 | 8       | Retirado  | 20       |      |
| Ret     | 43  | Paolo Tessari       | Paton       | 7       | Retirado  | 23       |      |
| Ret     | 7   | Luca Cadalora       | MuZ Weber   | 6       | Retirado  | 14       |      |
| WD      | 11  | Simon Crafar        | Yamaha      |         | Abandono  |          |      |
| Fuente: |     |                     |             |         |           |          |      |

- Pole Position: Jurgen vd Goorbergh, 1:46.076
- Vuelta Rápida: Sete Gibernau, 1:46.858

## Resultados 250cc
| Pos.    | N.º | Piloto            | Constructor | Vueltas | Tiempo    | Parrilla | Pts. |
| ------- | --- | ----------------- | ----------- | ------- | --------- | -------- | ---- |
| 1       | 46  | Valentino Rossi   | Aprilia     | 23      | 41:47.806 | 2        | 25   |
| 2       | 4   | Tohru Ukawa       | Honda       | 23      | +0.258    | 1        | 20   |
| 3       | 21  | Franco Battaini   | Aprilia     | 23      | +12.755   | 4        | 16   |
| 4       | 56  | Shinya Nakano     | Yamaha      | 23      | +13.085   | 3        | 13   |
| 5       | 44  | Roberto Rolfo     | Aprilia     | 23      | +25.429   | 7        | 11   |
| 6       | 9   | Jeremy McWilliams | Aprilia     | 23      | +29.320   | 11       | 10   |
| 7       | 7   | Stefano Perugini  | Honda       | 23      | +45.343   | 9        | 9    |
| 8       | 49  | Naoki Matsudo     | Yamaha      | 23      | +45.563   | 10       | 8    |
| 9       | 12  | Sebastián Porto   | Yamaha      | 23      | +50.947   | 12       | 7    |
| 10      | 37  | Luca Boscoscuro   | TSR-Honda   | 23      | +51.482   | 16       | 6    |
| 11      | 66  | Alex Hofmann      | TSR-Honda   | 23      | +51.673   | 13       | 5    |
| 12      | 11  | Tomomi Manako     | Yamaha      | 23      | +51.742   | 14       | 4    |
| 13      | 36  | Masaki Tokudome   | TSR-Honda   | 23      | +1:11.473 | 15       | 3    |
| 14      | 22  | Lucas Oliver      | Yamaha      | 23      | +1:26.093 | 18       | 2    |
| 15      | 41  | Jarno Janssen     | TSR-Honda   | 23      | +1:37.071 | 19       | 1    |
| 16      | 58  | Matías Ríos       | Aprilia     | 22      | +1 Vuelta | 27       |      |
| 17      | 59  | Jesús Pérez       | Honda       | 22      | +1 Vuelta | 29       |      |
| 18      | 69  | Daniel Ribalta    | Yamaha      | 22      | +1 Vuelta | 28       |      |
| Ret     | 34  | Marcellino Lucchi | Aprilia     | 17      | Retirado  | 5        |      |
| Ret     | 60  | Alex Debón        | Honda       | 15      | Retirado  | 21       |      |
| Ret     | 62  | Álvaro Molina     | Honda       | 11      | Retirado  | 25       |      |
| Ret     | 15  | David García      | Yamaha      | 6       | Retirado  | 24       |      |
| Ret     | 24  | Jason Vincent     | Honda       | 4       | Retirado  | 8        |      |
| Ret     | 23  | Julien Allemand   | TSR-Honda   | 3       | Retirado  | 22       |      |
| Ret     | 16  | Johan Stigefelt   | Yamaha      | 1       | Retirado  | 17       |      |
| Ret     | 10  | Fonsi Nieto       | Yamaha      | 0       | Retirado  | 23       |      |
| Ret     | 14  | Anthony West      | TSR-Honda   | 0       | Retirado  | 20       |      |
| Ret     | 6   | Ralf Waldmann     | Aprilia     | 0       | Retirado  | 6        |      |
| Ret     | 70  | Iván Silva        | Honda       | 0       | Retirado  | 26       |      |
| Fuente: |     |                   |             |         |           |          |      |

- Pole Position: Tohru Ukawa, 1:48.199
- Vuelta Rápida: Valentino Rossi, 1:48.278

## Resultados 125cc
| Pos.    | N.º | Piloto               | Constructor | Vueltas | Tiempo    | Parrilla | Pts. |
| ------- | --- | -------------------- | ----------- | ------- | --------- | -------- | ---- |
| 1       | 21  | Arnaud Vincent       | Aprilia     | 22      | 41:47.749 | 6        | 25   |
| 2       | 7   | Emilio Alzamora      | Honda       | 22      | +0.011    | 12       | 20   |
| 3       | 13  | Marco Melandri       | Honda       | 22      | +0.340    | 4        | 16   |
| 4       | 6   | Noboru Ueda          | Honda       | 22      | +0.547    | 11       | 13   |
| 5       | 5   | Lucio Cecchinello    | Honda       | 22      | +1.262    | 2        | 11   |
| 6       | 15  | Roberto Locatelli    | Aprilia     | 22      | +1.625    | 1        | 10   |
| 7       | 1   | Kazuto Sakata        | Honda       | 22      | +2.097    | 13       | 9    |
| 8       | 16  | Simone Sanna         | Honda       | 22      | +20.426   | 3        | 8    |
| 9       | 12  | Randy de Puniet      | Aprilia     | 22      | +20.595   | 16       | 7    |
| 10      | 8   | Gianluigi Scalvini   | Aprilia     | 22      | +20.859   | 15       | 6    |
| 11      | 44  | Alessandro Brannetti | Aprilia     | 22      | +20.959   | 14       | 5    |
| 12      | 23  | Gino Borsoi          | Aprilia     | 22      | +22.768   | 9        | 4    |
| 13      | 9   | Frédéric Petit       | Aprilia     | 22      | +22.812   | 21       | 3    |
| 14      | 32  | Mirko Giansanti      | Aprilia     | 22      | +29.025   | 19       | 2    |
| 15      | 26  | Ivan Goi             | Honda       | 22      | +42.860   | 22       | 1    |
| 16      | 18  | Reinhard Stolz       | Honda       | 22      | +49.937   | 25       |      |
| 17      | 56  | Adrián Araujo        | Honda       | 22      | +1:00.610 | 26       |      |
| 18      | 57  | Luis Costa           | Honda       | 22      | +1:32.793 | 29       |      |
| Ret     | 20  | Bernhard Absmeier    | Aprilia     | 21      | Retirado  | 23       |      |
| Ret     | 55  | Toni Elías           | Honda       | 21      | Retirado  | 27       |      |
| Ret     | 54  | Manuel Poggiali      | Aprilia     | 10      | Retirado  | 24       |      |
| Ret     | 22  | Pablo Nieto          | Derbi       | 8       | Caída     | 17       |      |
| Ret     | 53  | Emilio Delgado       | Honda       | 8       | Retirado  | 30       |      |
| Ret     | 4   | Masao Azuma          | Honda       | 7       | Retirado  | 8        |      |
| Ret     | 10  | Jerónimo Vidal       | Aprilia     | 6       | Retirado  | 7        |      |
| Ret     | 41  | Youichi Ui           | Derbi       | 5       | Retirado  | 5        |      |
| Ret     | 17  | Steve Jenkner        | Aprilia     | 5       | Caída     | 10       |      |
| Ret     | 29  | Ángel Nieto, Jr.     | Honda       | 5       | Caída     | 20       |      |
| Ret     | 11  | Max Sabbatani        | Honda       | 2       | Caída     | 18       |      |
| Ret     | 43  | Víctor Carrasco      | Honda       | 2       | Caída     | 28       |      |
| Fuente: |     |                      |             |         |           |          |      |

- Pole Position: Roberto Locatelli, 1:52.491
- Vuelta Rápida: Noboru Ueda, 1:52.813